# Diep.io
Diep.io је видео-игра на мрежи за више играча објављена 2016. године. Наиме, играч управља покретним тенком на равној површини која представља бојно поље испуњено разним многоугловима. Играч прелази ниво када уништи одговарајући број квадрата, троуглова и петоуглова или када убије друге тенкове набављајући искуство које се користи за надоградњу. Сврха игре зависи од режима (модова).